# Jardins Nelson Mandela
Pour l’article homonyme, voir Jardin Nelson-Mandela.
Les jardins Nelson Mandela (Nelson Mandela Gardens) sont situés à Leeds, en Angleterre. Ils ont été créés en 1983, en guise de soutien pour sa lutte contre le système de l'apartheid en Afrique du Sud, alors qu'il est emprisonné depuis presque 20 ans. Une cérémonie en son honneur s'est déroulée en ces lieux en décembre 1983.

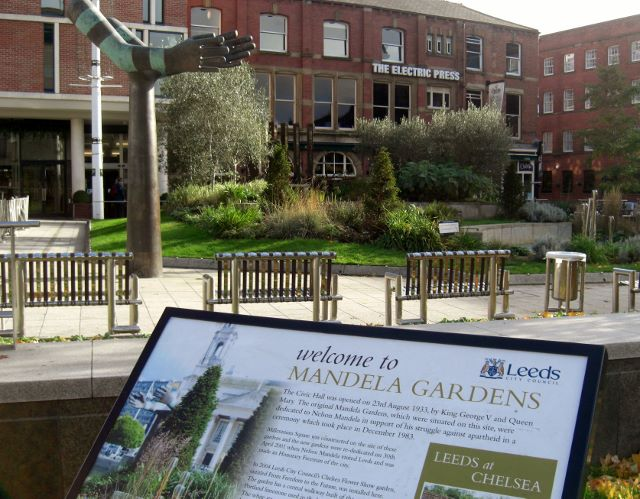
Plan général.

## Histoire
Les Jardins Nelson Mandela se situent à quelques mètres du Millennium Square (en), au cœur du centre-ville de Leeds, dans le Yorkshire de l'Ouest en Angleterre. Les Jardins ont été réaménagés en 2001 par la ville de Leeds en collaboration de la ville de Durban (Afrique du Sud), ancienne capitale du Natal et ancienne colonie britannique, à l'occasion de la construction du Millennium Square et avant tout en l'honneur de la visite de Nelson Mandela le 30 avril 2001. 

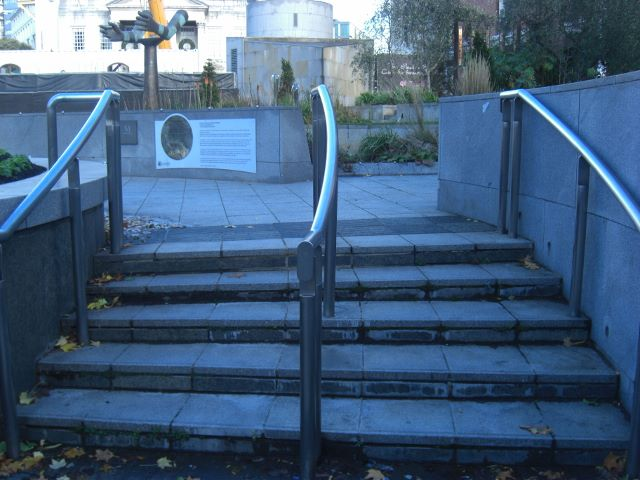
Chemin de la Liberté.

Les Jardins symbolisent l'incarcération de Nelson Mandela sur l'île de Robben (Robben Island)et son itinéraire effectué jusqu'à sa mise en liberté. Ils célèbrent par la même occasion le dixième anniversaire de la démocratie en Afrique du Sud.
Une plaque commémorative « Nelson Mandela Gardens » marque son passage aux abords du Millenium Square, lieu où de situe les Jardins Nelson Mandela, en l'honneur de son combat pour la Liberté et sa lutte quotidienne contre toutes sortes d'injustices et de discriminations dans le monde.

## Architecture

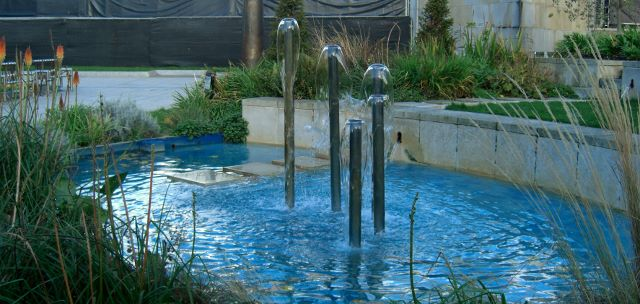
Bassin du jardin.

Le bassin a été construit à partir du calcaire blanc provenant de Portland. L'architecture du bassin a été étudiée et est entièrement symbolique : l'eau qui s'écoule dans le bassin est nettoyée de ses impuretés par la présence des roseaux. Les sculptures du bassin rejetant l'eau symbolisent les réminiscences de Nelson Mandela lorsqu'il était enfermé dans sa cellule, disparaissant en s'écoulant, l'eau représentant la vie et l'optimisme. 
La pierre de couleur blanche représente toutes les pierres que Nelson Mandela a dû casser (et qui ont servi à bâtir sa légende) durant son incarcération dans le pénitencier (ancienne léproserie) de l'île de Robben de 1964 à 1982.
La plaque se situant au niveau du bassin reprend un extrait de son discours proclamé lors de sa venue le 30 avril 2001. Les deux empreintes de mains au-dessous de l'extrait du discours appartiennent aux Maires des deux villes en partenariat : Obed Miaba (Durban) et Keith Walkfield (Leeds) représentant l'amitié et la collaboration entre les deux pays. Le chemin appelé « Freedom Path » (chemin de la Liberté) amenant au bassin, composé de blocs en résine comporte des empreintes de pieds et de mains des quelques enfants de Leeds et de Durban. Ceci symbolisant leur vie, leurs espoirs et leurs rêves pour l'avenir.
Une sculpture en bronze intitulée Les deux Bras (Both Arms) de Kenneth Armitage, célèbre sculpteur natif de Leeds, jouxte le bassin. Par la présence de cette sculpture un message de bienvenue et d'amitié nous est communiqué.
Des bancs longent les Jardins où les personnes peuvent y venir pour se recueillir ou se détendre. Plus de 60 arbres et 1500 arbustes décorent les Jardins Nelson Mandela. Les fleurs se situant à proximité du bassin, dans deux endroits distincts, sont le symbole des deux pays liés : des plantes exotiques provenant de l'Afrique du Sud d'une part et des plantes britanniques traditionnelles d'autre part.

## Extrait du discours de Nelson Mandela

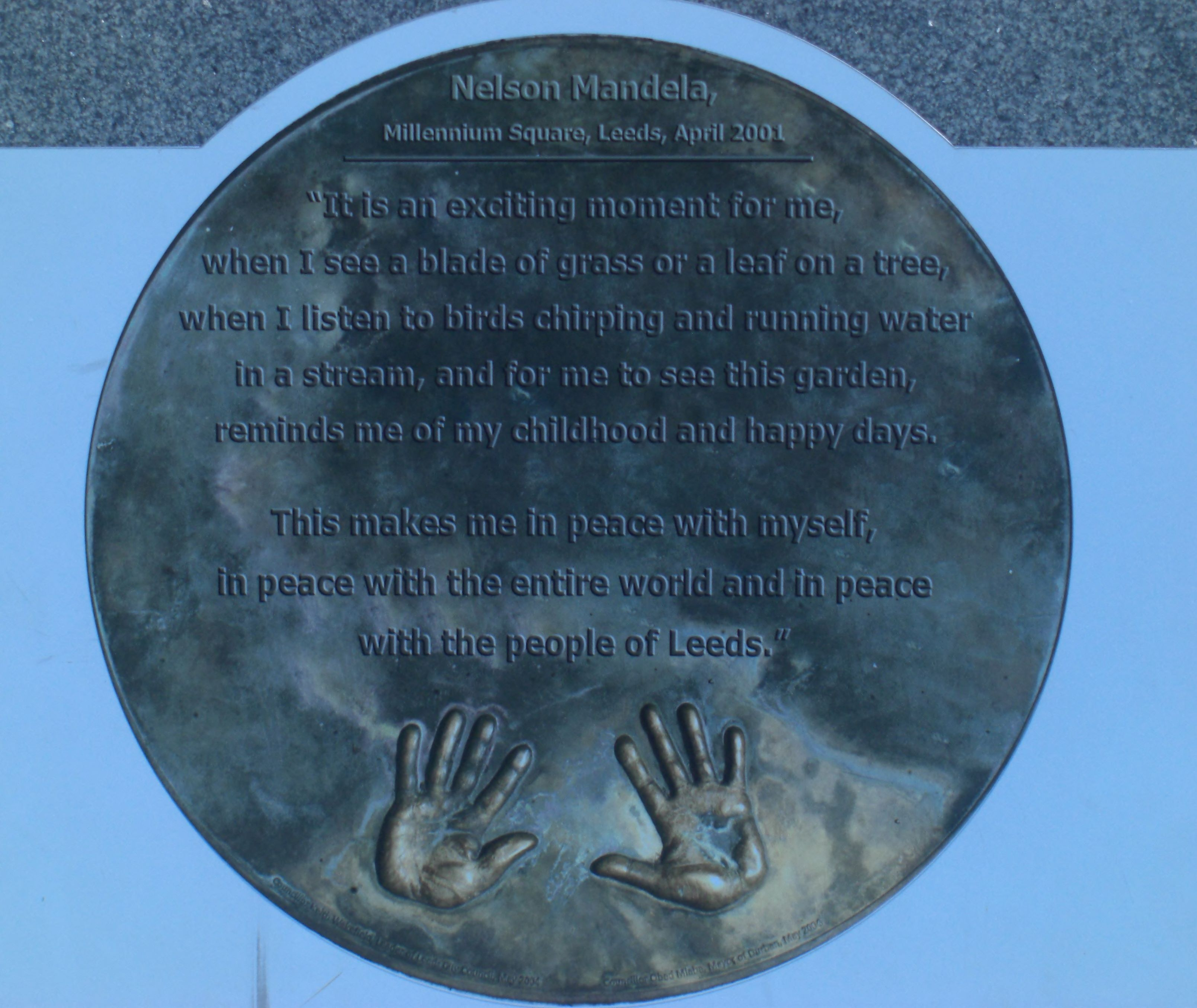
Plaque Nelson Mandela et empreintes de mains des deux maires.

« C'est un moment exceptionnel pour moi. Quand je vois un brin d'herbe ou une feuille sur un arbre, quand j'entends les oiseaux gazouiller ou un cours d'eau s'écouler. Voir ce jardin me remémore mon enfance et les jours heureux. Grâce à lui, je suis en paix avec moi-même, en paix avec le monde entier, en paix avec la population de Leeds. »